# Melleran
Melleran est une commune rurale, située dans le département des Deux-Sèvres en région Nouvelle-Aquitaine, en France.
Ses habitants sont les Melleranais et les Melleranaises.

## Géographie

### Localisation
Melleran se situe dans le sud-est des Deux-Sèvres, à environ 6 kilomètres au nord-est de Chef-Boutonne, agglomération la plus proche, et 8 kilomètres à l'ouest de Sauzé-Vaussais. Elle fait historiquement partie du Poitou, bordant sa limite au sud.
Le territoire de la commune et le village de Melleran sont notamment traversés par le méridien de Greenwich.

### Communes limitrophes
Le territoire de la commune est limitrophe de ceux de 6 autres communes :
| Alloinay                        | Clussais-la-Pommeraie |                       |
| Chef-Boutonne (via quadripoint) | Melleran              | La Chapelle-Pouilloux |
|                                 | Valdelaume            | Lorigné               |

### Climat
Pour des articles plus généraux, voir Climat de la Nouvelle-Aquitaine et Climat des Deux-Sèvres.
Historiquement, la commune est exposée à un climat océanique du nord-ouest.  
En 2020, Météo-France publie une typologie des climats de la France métropolitaine dans laquelle la commune est dans une zone de transition entre le climat océanique et le climat océanique altéré et est dans la région climatique  Poitou-Charentes, caractérisée par un bon ensoleillement, particulièrement en été et des vents modérés.
Pour la période 1971-2000, la température annuelle moyenne est de 11,7 °C, avec une amplitude thermique annuelle de 14,6 °C. Le cumul annuel moyen de précipitations est de 839 mm, avec 12,1 jours de précipitations en janvier et 7,2 jours en juillet. Pour la période 1991-2020, la température moyenne annuelle observée sur la station météorologique la plus proche, située sur la commune de Valdelaume à 6 km à vol d'oiseau, est de 12,8 °C et le cumul annuel moyen de précipitations est de 854,2 mm,. Pour l'avenir, les paramètres climatiques de la commune estimés pour 2050 selon différents scénarios d’émission de gaz à effet de serre sont consultables sur un site dédié publié par Météo-France en novembre 2022.

## Urbanisme

### Typologie
Au 1er janvier 2024, Melleran est catégorisée commune rurale à habitat dispersé, selon la nouvelle grille communale de densité à sept niveaux définie par l'Insee en 2022.
Elle est située hors unité urbaine et hors attraction des villes,.

### Occupation des sols
L'occupation des sols de la commune, telle qu'elle ressort de la base de données européenne d’occupation biophysique des sols Corine Land Cover (CLC), est marquée par l'importance des territoires agricoles (86,7 % en 2018), en diminution par rapport à 1990 (89,4 %). La répartition détaillée en 2018 est la suivante : 
terres arables (80,6 %), zones urbanisées (7,6 %), zones agricoles hétérogènes (6,2 %), forêts (5,6 %). L'évolution de l’occupation des sols de la commune et de ses infrastructures peut être observée sur les différentes représentations cartographiques du territoire : la carte de Cassini (XVIIIe siècle), la carte d'état-major (1820-1866) et les cartes ou photos aériennes de l'IGN pour la période actuelle (1950 à aujourd'hui).

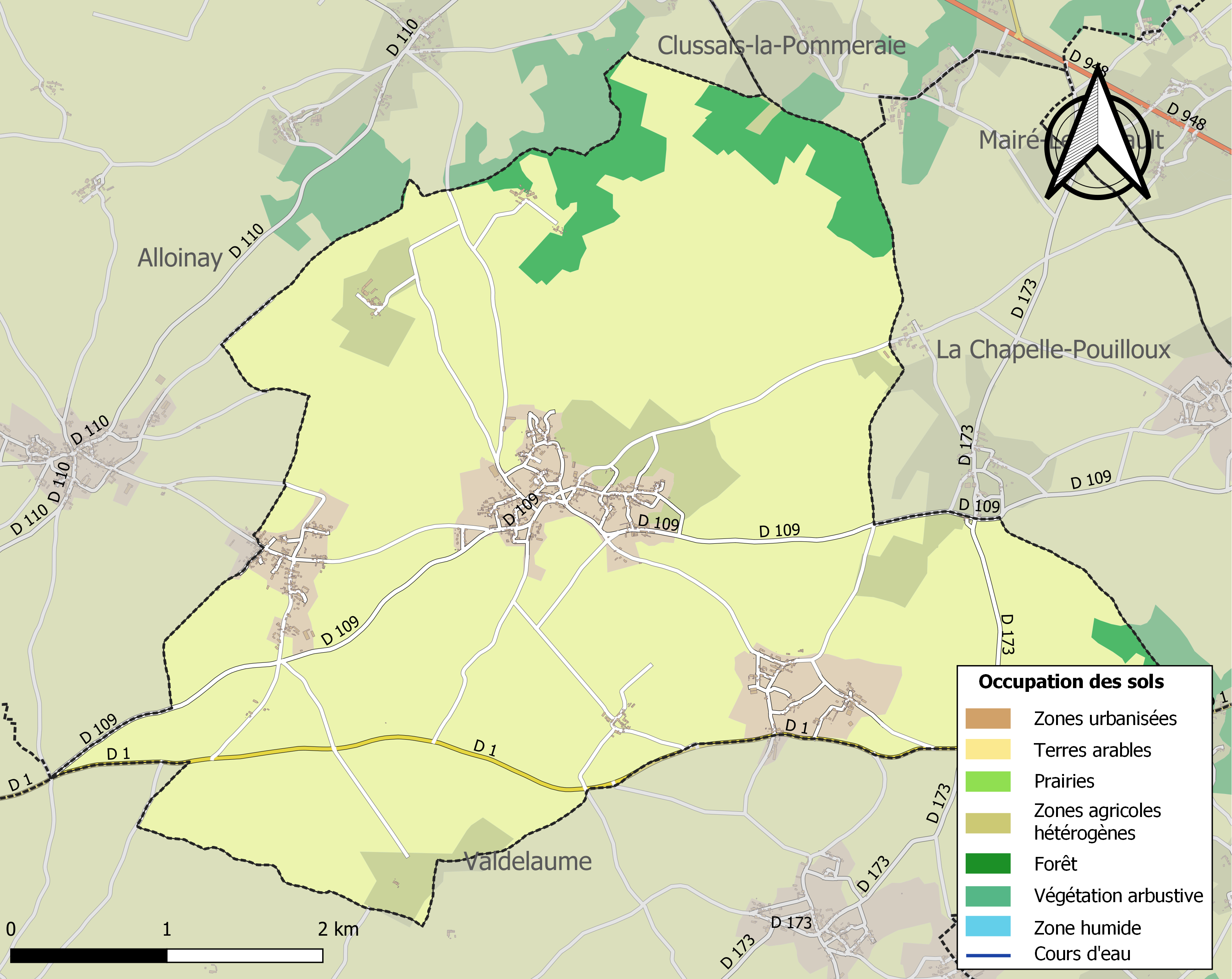
Carte des infrastructures et de l'occupation des sols de la commune en 2018 (CLC).

### Risques majeurs
Le territoire de la commune de Melleran est vulnérable à différents aléas naturels : météorologiques (tempête, orage, neige, grand froid, canicule ou sécheresse), mouvements de terrains et séisme (sismicité modérée). Un site publié par le BRGM permet d'évaluer simplement et rapidement les risques d'un bien localisé soit par son adresse soit par le numéro de sa parcelle.

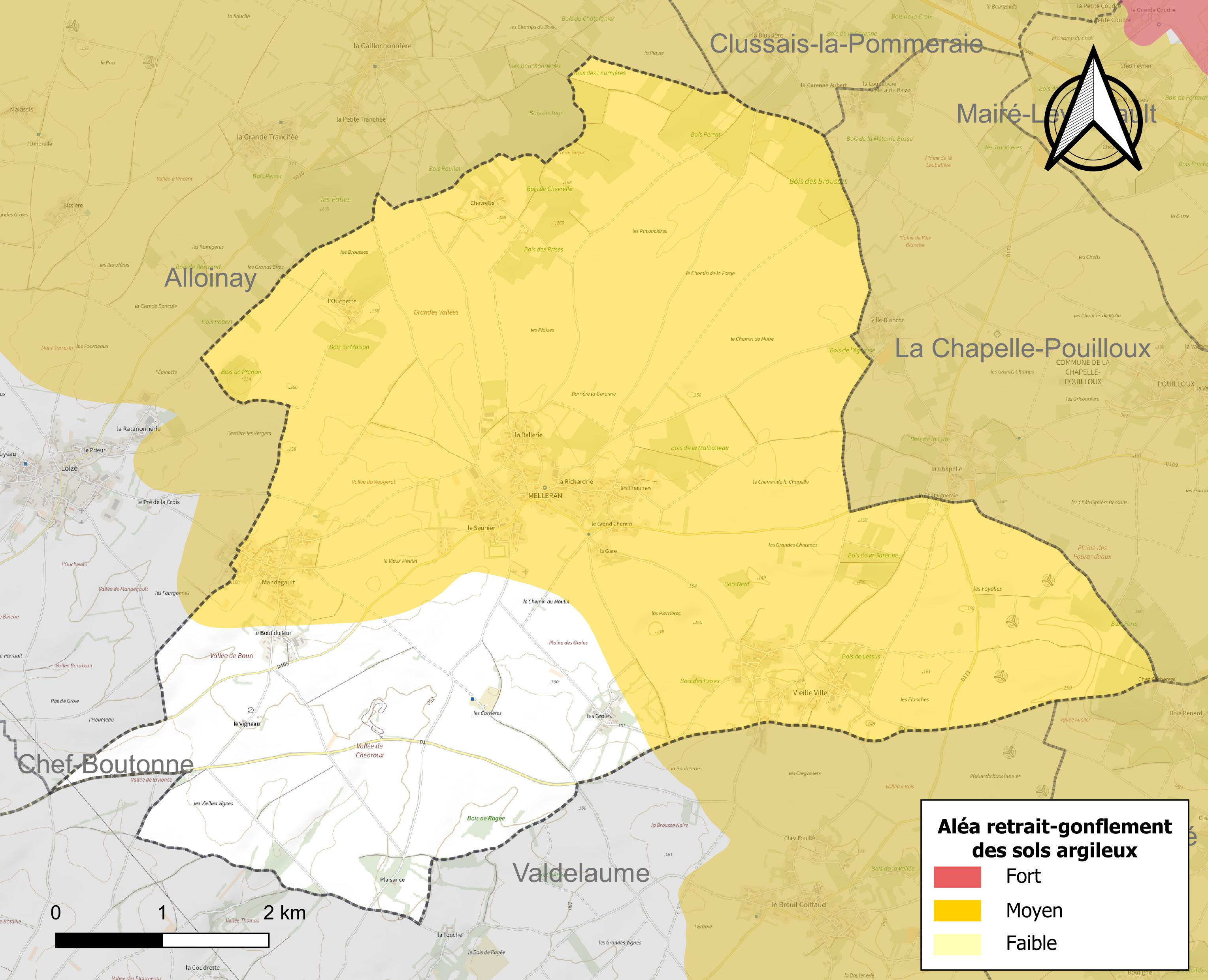
Carte des zones d'aléa retrait-gonflement des sols argileux de Melleran.

Les mouvements de terrains susceptibles de se produire sur la commune sont des tassements différentiels. Le retrait-gonflement des sols argileux est susceptible d'engendrer des dommages importants aux bâtiments en cas d’alternance de périodes de sécheresse et de pluie. 75,1 % de la superficie communale est en aléa moyen ou fort (54,9 % au niveau départemental et 48,5 % au niveau national). Depuis le 1er octobre 2020, en application de la loi ELAN, différentes contraintes s'imposent aux vendeurs, maîtres d'ouvrages ou constructeurs de biens situés dans une zone classée en aléa moyen ou fort,.
La commune a été reconnue en état de catastrophe naturelle au titre des dommages causés par les inondations et coulées de boue survenues en 1982, 1999 et 2010 et par des mouvements de terrain en 1999 et 2010.

## Toponymie
Le nom de la commune vient du nom du miel (latin mel) qui était récolté à l'époque gallo-romaine dans de gros châtaigniers sur le territoire.
Le -an du nom de la commune pourrait être issu du suffixe -anum, marquant la propriété.

## Histoire

### Moyen Âge
L'église Notre-Dame de Melleran, classée monument historique en 1913, fut construite au cours du XIIe siècle.
Elle a par la suite subi plusieurs transformations au XIVe siècle et au XVe siècle, sous l'influence de l'architecture gothique.

### Renaissance
Un château fut bâti au cours du XVIe siècle, mais fut détruit par la suite.
Il reste aujourd'hui comme vestige une cave voûtée et un terrain arboré, résultat du recouvrement d'une mare centrale dans les années 1970.

### Époque contemporaine
Louis Méponte (1823-1888), scieur de bois, s'installe à Melleran. De sa succession va être créée la scierie Méponte Bois, un des principaux acteurs économiques de la commune.

## Politique et administration
| Période     | Période                    | Identité               | Étiquette | Qualité           |
| ----------- | -------------------------- | ---------------------- | --------- | ----------------- |
| 1965        | 2001                       | Michel Robert          |           |                   |
| mars 2001   | 2007                       | Michel Baudiffier      |           |                   |
| 2004        | 2008                       | Michel Robert          |           |                   |
| mars 2008   | 2014                       | Catherine Philiponneau |           |                   |
| avril 2014  | 23 mai 2020                | Joël Aubin             |           |                   |
| 23 mai 2020 | En cours (au 07 juin 2022) | François Delaire       | SE        | Chef d'entreprise |

## Population et société

### Démographie
L'évolution du nombre d'habitants est connue à travers les recensements de la population effectués dans la commune depuis 1793. Pour les communes de moins de 10 000 habitants, une enquête de recensement portant sur toute la population est réalisée tous les cinq ans, les populations de référence des années intermédiaires étant quant à elles estimées par interpolation ou extrapolation. Pour la commune, le premier recensement exhaustif entrant dans le cadre du nouveau dispositif a été réalisé en 2004.
En 2022, la commune comptait 479 habitants, en évolution de −7,17 % par rapport à 2016 (Deux-Sèvres : +0,18 %, France hors Mayotte : +2,11 %).
| 1793 | 1800 | 1806 | 1821 | 1831  | 1836  | 1841  | 1846  | 1851  |
| ---- | ---- | ---- | ---- | ----- | ----- | ----- | ----- | ----- |
| 799  | 778  | 924  | 864  | 1 134 | 1 200 | 1 219 | 1 264 | 1 224 |

| 1856  | 1861  | 1866  | 1872  | 1876  | 1881  | 1886  | 1891  | 1896  |
| ----- | ----- | ----- | ----- | ----- | ----- | ----- | ----- | ----- |
| 1 236 | 1 283 | 1 290 | 1 272 | 1 161 | 1 189 | 1 200 | 1 159 | 1 095 |

| 1901  | 1906  | 1911  | 1921 | 1926 | 1931 | 1936 | 1946 | 1954 |
| ----- | ----- | ----- | ---- | ---- | ---- | ---- | ---- | ---- |
| 1 009 | 1 039 | 1 036 | 948  | 954  | 909  | 905  | 869  | 812  |

| 1962 | 1968 | 1975 | 1982 | 1990 | 1999 | 2004 | 2006 | 2009 |
| ---- | ---- | ---- | ---- | ---- | ---- | ---- | ---- | ---- |
| 844  | 750  | 701  | 631  | 587  | 522  | 508  | 510  | 513  |

| 2014 | 2019 | 2022 | - | - | - | - | - | - |
| ---- | ---- | ---- | - | - | - | - | - | - |
| 524  | 488  | 479  | - | - | - | - | - | - |

## Économie
On note la présence d'une scierie.

## Culture locale et patrimoine

### Lieux et monuments
- Église Notre-Dame de Melleran du XIIe siècle. L'édifice a été classé au titre des monuments historique en 1913[28].
- Circuit des Vignes (circuit automobile).

### Personnalités liées à la commune
- L'écrivain Claire Sainte-Soline (nom de plume de Nelly Fouillet) est née à Melleran en 1891.
- Saint Junien du Poitou († 587), ermite reclus, s'y est d'abord installé pendant un temps avant de partir pour Mairé-Levescault ; ami de la reine sainte Radegonde ; célébré le 13 août[29],[30].

### Héraldique
| Blason à dessiner | Blason  | Inconnu.                                         |
| Blason à dessiner | Détails | Le statut officiel du blason reste à déterminer. |